# Russel-Einsteinov manifest
Russell–Einsteinov manifest je mirovni manifest, ki je nastal leta 1955 kot posledica dejstva, da so se vodilni znanstveniki zavedli, da bi z razvijanjem in kopičenjem jedrskega orožja lahko prišlo do katastrofalne vojne, v kateri bi bil ogrožen cel svet in človeštvo samo. Avtorja Manifesta sta bila takratni vodilni svetovni fizik Albert Einstein in filozof Bertrand Russell, podpisalo pa ga je še mnogo uglednih znanstvenikov, večinoma tudi Nobelovih nagrajencev. 

## Bistvene točke manifesta
- Svet se nahaja v konfliktih, večjih ali manjših (čas hladne vojne)
- S kopičenjem jedrskega orožja se veča nevarnost, da bi bilo le-to v primeru vojne tudi uporabljeno. Posledice takega spopada bi bile usodne za človeštvo.
- Začeti moramo razmišljati ne kot pripadniki različnih interesnih skupin, ampak kot pripadniki človeške vrste. Smo v nevarnosti, da se uničimo kot vrsta.
- Nestvarno je pričakovati, da se bodo ljudje nehali vojskovati. Vendar je potrebno doseči čim večjo osveščenost, še posebej s strani državnih voditeljev, o problemih jedrskega orožja.
- Podpisniki manifesta so se zavedali, da izdelave jedrskega orožja ni mogoče preprečiti in da bi bilo le-to z veliko verjetnostjo uporabljeno v  primeru svetovne vojne. Zato se pozvali vse voditelje, naj se zavejo, da se spori ne morejo reševati z vojaškimi sredstvi, ampak se moramo potruditi poiskati rešitve na miren način.

Manifest so podpisali: Max Born, Percy W. Bridgman, Albert Einstein, Leopold Infeld, Frédéric Joliot-Curie, Hermann Joseph Muller, Linus Pauling, Cecil Frank Powell, Joseph Rotblat, Bertrand Russell in Hideki Jukava.
V Manifestu je ugotovljena bridka resnica, da kar se spoštuje in velja v času miru, ne velja v času vojne. Einstein in Russell sta spoznala, da se moramo učiti in misliti na nov način, ko smo soočeni s tveganjem popolnega uničenja. 
Ena od posledic Manifesta je tudi začetek gibanja Pugwash, katerega namen je zbrati znanstvenike in vplivne ljudi iz vsega sveta, da bi iskali rešitve globalnih problemov in zmanjšali vlogo jedrskega orožja v mednarodni politiki. Leta 1995 je ustanovitelj gibanja Joseph Rotblat prejel Nobelovo nagrado za mir.